# Freyja – Fałszywy książę
Freyja – Fałszywy książę (jap. 偽りのフレイヤ Itsuwari no Freya) – manga autorstwa Keiko Ishihary, publikowana od sierpnia 2017 na łamach magazynu „Lala DX” wydawnictwa Hakusensha. W Polsce seria ukazuje się nakładem wydawnictwa Waneko.

## Fabuła
Królestwo Tyru jest zagrożone przez sąsiednie mocarstwo, Królestwo Sigurda. Młoda Freyja jest pospolitą dziewczyną, która wiedzie spokojne życie w Tenie, małej wiosce położonej w Tyrze. Jednakże z powodu uderzającego podobieństwa do księcia Tyru, Edvarda, zostaje wplątana w następstwa zdradzieckiego spisku Sigurdczyków, w wyniku którego książę umiera od trucizny. Bez swojego władcy, dalsza przyszłość królestwa wisi na włosku. Teraz Freyja musi zająć miejsce Edvarda, by ochronić swój kraj przed zagrożeniem ze strony Sigurda.

## Publikacja serii
Pierwszy rozdział mangi został opublikowany 10 sierpnia 2017 w magazynie „Lala DX”. Następnie wydawnictwo Hakusensha rozpoczęło zbieranie rozdziałów do wydań w formacie tankōbon, których pierwszy tom ukazał się 5 kwietnia 2018. Według stanu na 5 czerwca 2025, do tej pory wydano 13 tomów.
W Polsce prawa do dystrybucji serii nabyło wydawnictwo Waneko.
| Nr | Język japoński      | Język japoński         | Język polski         | Język polski           |
| Nr | Data wydania        | ISBN                   | Data wydania         | ISBN                   |
| -- | ------------------- | ---------------------- | -------------------- | ---------------------- |
| 1  | 5 kwietnia 2018     | ISBN 978-4-592-21191-4 | 25 lutego 2021       | ISBN 978-83-8096-858-5 |
| 2  | 5 października 2018 | ISBN 978-4-592-21192-1 | 26 kwietnia 2021     | ISBN 978-83-8096-859-2 |
| 3  | 5 sierpnia 2019     | ISBN 978-4-592-21193-8 | 25 czerwca 2021      | ISBN 978-83-8096-860-8 |
| 4  | 5 marca 2020        | ISBN 978-4-592-21194-5 | 25 sierpnia 2021     | ISBN 978-83-8096-861-5 |
| 5  | 5 listopada 2020    | ISBN 978-4-592-21195-2 | 25 października 2021 | ISBN 978-83-8096-862-2 |
| 6  | 30 kwietnia 2021    | ISBN 978-4-592-22096-1 | 21 grudnia 2021      | ISBN 978-83-8096-863-9 |
| 7  | 5 października 2021 | ISBN 978-4-592-22097-8 | 2 czerwca 2022       | ISBN 978-83-8242-315-0 |
| 8  | 4 lutego 2022       | ISBN 978-4-592-22098-5 | 8 listopada 2022     | ISBN 978-83-8242-386-0 |
| 9  | 5 sierpnia 2022     | ISBN 978-4-592-22099-2 | 24 kwietnia 2023     | ISBN 978-83-8242-387-7 |
| 10 | 5 kwietnia 2023     | ISBN 978-4-592-22100-5 | 6 listopada 2023     | ISBN 978-83-8242-388-4 |
| 11 | 5 lutego 2024       | ISBN 978-4-592-22166-1 | 10 października 2024 | ISBN 978-83-8242-865-0 |
| 12 | 4 października 2024 | ISBN 978-4-59-222167-8 | 11 sierpnia 2025     | ISBN 978-83-8242-866-7 |
| 13 | 5 czerwca 2025      | ISBN 978-4-59-222168-5 | —                    |                        |